# Purdi
Purdi – wieś w Estonii, w prowincji Järvamaa i gminie Paide. Zlokalizowana jest przy drodze krajowej nr 2. W 2011 roku zamieszkana przez 38 osób.

## Dwór
Dwór znajdujący się w Purdi (niem. Noistfer) w średniowieczu należał do Zakonu Kawalerów Mieczowych. W 1560 roku został zniszczony przez rosyjskie wojska, później jednak odbudowany. Należał do rodów Burt, Baranoff oraz Ungern-Sternberg. Główny budynek w stylu barokowym został ukończony w latach 60. XVI wieku. W XIX powstało wiele dodatkowych budynków, m.in. spichlerz, młyn czy kaplica pogrzebowa Ungern-Sternbergów.